# Jagdstaffel 2
La Königlich Preußische Jagdstaffel Nr 2 ou Jagdstaffel 2 (terme abrégé en Jasta 2) est une escadrille de la Luftstreitkräfte, la branche aérienne de l'Armée impériale allemande pendant la Première Guerre mondiale. Jasta est un acronyme formé par l'abréviation du mot allemand Jagdstaffel (escadrille de chasse). L'unité totalise 336 victoires aériennes pendant la guerre, au prix de 31 tués et 9 blessés au combat, deux tués dans des accidents et deux prisonniers.
La Jasta 2 est l'une des unités aériennes allemandes les plus célèbres de la guerre, notamment en raison de son grand nombre de victoires (seule la Jasta 11 de Manfred von Richthofen en a remporté plus). Elle est également connue pour avoir été commandée par Oswald Boelcke, le principal théoricien du combat aérien de la Première Guerre mondiale (et auteur des Dicta Boelcke) ainsi que pour avoir vu passer dans ses rangs de nombreux as allemands comme von Richthofen, Werner Voss ou Adolf von Tutschek.

## Histoire
La Jasta 2 est créée le 10 août 1916 à Bertincourt dans le secteur de la 1re armée et placée sous le commandement d'Oswald Boelcke, le principal pionnier allemand du combat aérien. C'est d'ailleurs Boelcke qui est à l'origine du concept de Jagdstaffel, dont la Jasta 2 doit devenir un modèle. L'unité reçoit ses premiers avions (des Fokker D.III), le 1er septembre. Dès le lendemain, Boelcke remporte la première victoire de la Jasta et sa 20e victoire personnelle. Ce dernier meurt cependant dans une collision en vol avec son ami Erwin Böhme le 28 octobre. Stefan Kirmaier (en) assure le commandement après Boelcke mais est tué à son tour moins d'un mois plus tard.
Le 17 décembre, la Jasta est officiellement renommée Jasta Boelcke, en l'honneur de son premier commandant, qui est à ce moment le pilote le plus célèbre de la guerre. En février 1917, les pilotes de l'escadrille remportent leur 100e victoire aérienne avant d'être redéployés dans le secteur de Pronville, à la jonction de la 1re et de la 2e armée. En août 1917, la Jasta 2 passe sous le commandement de Erwin Böhme et est transférée dans le secteur de la 4e armée. Böhme est tué au combat le 29 novembre, tout comme son successeur Walter von Bülow-Bothkamp le 6 janvier 1918 et Max von Müller (en), le successeur par intérim de Bülow-Blothkamp le 9 janvier 1918. Ces morts en série n'empêchent pas la Jasta 2 de remporter sa 200e victoire aérienne en février 1918. Le même mois, elle est intégrée à la Jagdgeschwader III (en), une nouvelle escadre rassemblant les Jastas 2, 26 (en), 27 (en) et 36 sous le commandement de l'as Bruno Loerzer. À partir de la fin du mois de février, le commandement de l'escadrille est exercé par Karl Bolle, et ce jusqu'à la fin de la guerre. Dans ce cadre, la Jasta est engagée dans l'offensive du Printemps puis dans la contre-offensive alliée des Cent-Jours, qui mène à la fin du conflit. Bien que la Jagdgeschwader III subisse de graves pénuries de ravitaillement, d'avions et de pilotes, la Jasta 2 remporte sa 300e victoire aérienne en septembre 1918. 
Elle termine la guerre avec 336 victoires homologuées, ce qui en fait la deuxième escadrille allemande la plus victorieuse de la guerre, derrière la Jasta 11 commandée par Manfred von Richthofen après son passage dans la Jasta 2.

## Identification des avions
La plupart des escadrilles allemandes de la Première Guerre mondiale décorent leurs avions pour faciliter leur identification. La Jasta 2 utilise au fil du temps plusieurs système pour personnaliser et identifier ses avions. Tout d'abord, à l'automne 1916, les pilotes inscrivent leurs initiales ou une partie de leur nom sur leurs Albatros D.I ou D.II : « Bu » pour le Leutnant Siegfried Büttner par exemple. 
A l'été 1917, l'escadrille devient reconnaissable à la queue blanche de ses Albatros D.III. Cependant, le reste des avions est décoré selon les goûts des pilotes : celui de Georg Noth (abattu par William Mayes Fry (en)) est décrit comme étant vert à pois jaunes par ce dernier. En mars 1918, les Fokker Dr.I de l'escadrille sont identifiés par leurs queues et gouvernes de profondeur mi-blanches mi-noires et leurs capots noirs. Encore une fois les couleurs personnelles des pilotes varient grandement : Karl Bolle arbore entre le cockpit et la croix pattée, située derrière, une bande jaune au pourtour blanc et noir (en référence aux couleurs de son ancien régiment de cavalerie). Les Fokker D.VII reçus ensuite gardent l'identification d'escadrille par la queue mais avec des alternances, peut-être pour dénoter l'appartenance à différentes équipes : vus de dessus, certains avions ont des gouvernes de profondeurs noires à droite et blanches à gauche, et inversement sur d'autres. Les insignes personnels des pilotes disparaissent à ce moment, au profit de motifs camouflés standards. 

## Liste des commandants (Staffelführer)
1. Hauptmann Oswald Boelcke : 27 août - 22 septembre 1916 (tué dans un accident)
2. Oberleutnant Günther Viehweger (par intérim) : 22 septembre - 23 septembre 1916
3. Hauptmann Oswald Boelcke : 23 septembre 1916 - 28 octobre 1916
4. Oberleutnant Stefan Kirmaier (en) : 30 octobre - 22 novembre 1916 (tué au combat)
5. Oberleutnant Karl-Heinrich Bodenschatz (par intérim) : 22 novembre - 29 novembre 1916
6. Hauptmann Franz Walz (en) : 29 novembre 1916 - 9 juin 1917
7. Oberleutnant Fritz Otto Bernert : 9 juin - 28 juin 1917
8. Leutnant Otto Hunzinger (par intérim) : 28 juin - 29 juin 1917
9. Oberleutnant Fritz Otto Bernert : 29 juin - 18 août 1917
10. Leutnant Erwin Böhme : 18 août - 29 novembre 1917 (tué au combat)
11. Leutnant Eberhard von Gudenburg (par intérim) : 29 novembre - 13 décembre 1917
12. Leutnant Walter von Bülow-Bothkamp : 13 décembre 1917 - 6 janvier 1918 (tué au combat)
13. Leutnant Max von Müller (en) (par intérim) : 6 janvier - 9 janvier 1918 (tué au combat)
14. Leutnant Theodor Cammann (par intérim) : 9 janvier - 26 janvier 1918
15. Leutnant Otto Höhne (en) : 26 janvier - 20 février 1918
16. Leutnant Karl Bolle : 20 février - 4 septembre 1918
17. Leutnant Otto Löffler (par intérim) : 4 septembre - 18 septembre 1918
18. Oberleutnant Karl Bolle : 18 septembre 1918 - 11 novembre 1918

## Liste des bases d'opérations
1. Bertincourt : 10 août 1916 - 26 août 1916
2. Vélu : 27 août 1916 - 21 septembre 1916
3. Lagnicourt : 22 septembre 1916 - 4 décembre 1916
4. Pronville : 5 décembre 1916 - 13 mars 1917
5. Eswars : 14 mars 1917 - 22 mars 1917
6. Pronville : 23 mars 1917 - 31 juillet 1917
7. La Pétrie : 1er août 1917 - 6 août 1917
8. Bissegem : 7 août 1917 - 11 août 1917
9. Ghistelles : 12 août 1917 - 26 août 1917
10. Varsenaere : 27 août 1917 - 30 septembre 1917
11. Rumbeke : 1er octobre 1917 - 12 novembre 1917
12. Bavikhove : 13 novembre 1917 - 15 février 1918
13. Marke : 16 février 1918 - 14 mars 1918
14. Erchin : 15 mars 1918 - 14 avril 1918
15. Halluin : 15 avril 1918 - 20 mai 1918
16. Vivaise : 21 mai 1918 - 5 juin 1918
17. Mont-de-Soissons, en Serches : 6 juin 1918 - 17 juin 1918
18. Vauxcéré : 18 juin 1918 - 29 juin 1918
19. Chambry : 30 juin 1918 - 24 août 1918
20. Emerchicourt : 25 août 1918 - 26 septembre 1918
21. Lieu-Saint-Amand : 27 septembre 1918 - 29 septembre 1918
22. Spultier, Wavre : 30 septembre 1918 - 9 octobre 1918
23. Lens, Mons : 10 octobre 1918 - 8 novembre 1918
24. Aniche : 9 novembre 1918 - 11 novembre 1918

## Membres célèbres
25 as de l'aviation ont volé au sein de la Jagdstaffel 2 au cours de la guerre :
- Paul Bäumer[5]
- Karl Bolle[6]
- Werner Voss[7]
- Erwin Böhme[8]
- Oswald Boelcke[9]
- Fritz Otto Bernert[10]
- Ernst Bormann (en)[11]
- Manfred von Richthofen[12]
- Otto Löffler[13]
- Max von Müller (en)[14]
- Hermann Frommherz (en)[15]
- Alfred Lindenberger (en)[16]
- Karl Gallwitz (en)[17]
- Stefan Kirmaier (en)[18]
- Gerhard Bassenge (en)[19]
- Richard Plange[20]
- Otto Höhne (en)[21]
- Hans Imelmann (en)[22]
- Erich König[23]
- Hermann Vallendor (en)[24]
- Leopold Reimann (en)[25]
- Adolf von Tutschek[26]
- Dieter Collin (en)[27]
- Theodor Cammann[28]
- Franz Walz (en)[29]

### Note
1. ↑  Staffel est un terme féminin, en allemand[1].